# تیرانداز (فیلم ۱۳۵۴)
تیرانداز فیلمی به کارگردانی رضا صفایی و نویسندگی حبیب‌اله کسمایی محصول سال ۱۳۵۴ است.

## داستان
هواپیمای بهزاد در دل جنگل سقوط می‌کند، و گل‌اندام، که با مادرش زندگی می‌کند، او را نجات می‌دهد...

## بازیگران
- منوچهر وثوق
- آرام
- حسن رضیانی
- پروین سلیمانی
- داریوش اسدزاده
- اسماعیل شیرازی
- علی میری
- محمد حسین عباسی
- رضا رخک
- هوشنگ حمزه‌ای